# 哈日朝鲁庙
哈日朝鲁庙，位于内蒙古自治区巴彦淖尔市乌拉特后旗潮格温都尔镇，是一座藏传佛教格鲁派寺院。

## 简介
该庙位于潮格温都尔镇，处于乌拉特后旗川敖边防公路旁，是乌拉特中旗、阿拉善盟以及边境旅游的必经之处。该庙建于清朝。该庙整体建筑格局保存完好。该庙背后紧邻“哈日朝鲁敖包”，当地牧民每年都举行大规模祭祀活动，很有影响力。